# Soins de longue durée
Les soins de longue durée est l'aide sociale ou les soins de santé donnés aux personnes dans la situation de dépendance fonctionnelle. Ils sont une série de services individualisés coordonnés pour un long terme qui promeut l'autonomie personnelle et maximise la qualité de la vie du patient dans tous aspects (physiques, mentales et sociales).

## Histoire
Le phénomène de la dépendance a existé toujours pendant l'histoire de l'humanité mais sa généralisation a lieu dans les sociétés postmodernes, et la généralisation en est un fait moderne. La protection pour les personnes en situation de dépendance est une part de l'État providence. L'Organisation des Nations unies, le Conseil de l'Europe et l'Union européenne ont publié des documents à propos de la dépendance.
Pour comprendre le phénomène de la dépendance et ses soins, il est nécessaire le contextualiser avec la situation de vieillesse globale qui a lieu depuis le siècle XX et l'évolution du concept de santé publique.
La santé publique a été redéfinie dans la Charte d'Ottawa de 1986, où on définissait la « santé publique par rapport à la satisfaction des aspirations personnelles et par rapport à la interaction avec l'environnement qui peut être considéré le fondement de la neuf Classification internationale du Fonctionnement, du handicap et de la santé (CIF) du 2001 ». Cette classification aura un rôle très influent sur les Recommandations du Conseil d'Europe du 2002.
La vieillesse globale est devenue une préoccupation pour les États, spécialement les États engagés avec des instruments internationaux comme ce qui provient des Nations unies, du Conseil de l'Europe et l'Union européenne. Ainsi, en 1982, on fait à Vienne une réunion organisée par les Nations unies qui traite du sujet. Plus tard, une deuxième réunion, l'Assemblée mondiale a eu lieu en 2002. Dans cette réunion on a parlé à propos de la dépendance fonctionnelle et de ses soins.

## Modèles des soins de longue durée
Les soins de longue durée faits par l'État providence ont été exercés en train de suivre un modèle. Les types de modèles qui existent sont les suivants:
- Le modèle de protection universel pour tous les citoyens et qui se finance par le biais d'impôts. Il est suivi dans les pays nordiques et aux Pays-Bas.
- Le modèle de protection par le bais du système de la sécurité social, par le biais des prestations économiques et des services financés par le biais des cotisations, avec la possibilité de le financer avec impôts pour payer les prestations non-contributives et/ou équilibrer le système de manière financier. Il est suivi dans les pays d'Europe centrale.
- Le modèle de protection d'assistance, dirigé surtout vers les citoyens pauvre. Il est financé par l'impôt. Il est suivi dans les pays d'Europe méridionale sauf la France, qui suit le premier modèle.

En plus des soins formels de longue durée, il y a des soins informels de longue durée qui ont eu et ont un rôle très important, quoique insuffisant.. 
Quelques auteurs, comme Leichsenring, défendent que les systèmes des soins de longue durée que soient "orienté à la demande et qu'ils donnent plus liberté de choisir entre différents fournisseurs, ils aident la qualité et l'efficacité des soins"..